# 川越藤一郎
川越 藤一郎（かわごえ とういちろう、1914年4月9日 - 2002年4月16日）は、昭和初期の日本の元ラグビー選手。後に日本ラグビーフットボール協会第9代会長。

## プロフィール
- 京都府京都市出身。
- 現役時代のポジションは主にセンター (CTB)。
- 日本代表キャップは1。

## 来歴
京都府立京都第一中學校（現在の京都府立洛北高等学校・附属中学校）を経て、早稲田大学（以下、早大）に進学。1937年度シーズンには早大の主将を務め、東西学生ラグビーフットボール対抗王座決定戦の制覇に貢献。また日本代表選手として、1936年のニュージーランド学生代表 (NZU) 戦でキャップ1を獲得した。
その後、1987年〜1992年まで関西ラグビーフットボール協会会長（後に同協会名誉会長に就任）、1992年〜1994年まで日本ラグビーフットボール協会第9代会長を務めた。2002年4月16日、脳梗塞のため死去。88歳没。